# Arcuphantes juwangensis
Espèce
Arcuphantes juwangensis est une espèce d'araignées aranéomorphes de la famille des Linyphiidae.

## Distribution
Cette espèce est endémique de Corée du Sud. Elle se rencontre sur le mont Juwangsan dans la province du Gyeongsangbuk.

## Description
La femelle holotype mesure 1,96 mm.

## Étymologie
Son nom d'espèce, composé de juwang et du suffixe latin -ensis, « qui vit dans, qui habite », lui a été donné en référence au lieu de sa découverte, le mont Juwangsan.

## Publication originale
- Seo, 2006 : Two new species of Arcuphantes (Araneae: Linyphiidae) from Korea. Korean Journal of Systematic Zoology, vol. 22, no 1, p. 101-104 (texte intégral).